# North American NAC-60
Die North American NAC-60 war ein Entwurf der North American Aviation, Inc. für ein Überschall-Verkehrsflugzeug. Die Entwicklung fand in den 1960er Jahren im Zuge eines Konstruktionswettbewerbs der US-amerikanischen Regierung statt. Für den Siegerentwurf war die Prototypen-Finanzierung durch Staatsmittel vorgesehen. Konkurrenzentwürfe stellten die Boeing 2707 und die Lockheed L-2000, Convair Modell 58-9 und Douglas 2229 dar. Während die Entwürfe von Lockheed und Boeing nach der ersten Phase des Wettbewerbs weiter evaluiert wurden, schied die NAC-60 vorzeitig aus, da man den Luftwiderstand dieses Entwurfs für zu hoch erachtete. Obschon Boeing am Neujahrstag 1967 durch US-Präsident Johnson und die Federal Aviation Administration zum Sieger des Wettbewerbs erklärt wurde und Präsident Richard Nixon 1969 die Finanzierung des Baus von zwei Prototypen durch Boeing genehmigte, wurde das gesamte Projekt für den zivilen Überschallflug 1971 durch den Kongress eingestellt. Dies geschah noch vor dem Baubeginn der genehmigten Prototypen.
Die NAC-60 wies eine starke Ähnlichkeit mit der XB-70 Valkyrie auf, ein Versuchsflugzeug zur Erprobung von Überschallbombern. Auch dieser wurde nie in Serie gebaut. Auffällig sind die Canards in der Front beider Flugzeugtypen.

## Technische Daten
| Kenngröße            | Daten                   |
| -------------------- | ----------------------- |
| Passagiere           | 187                     |
| Länge                | 59,44 m (195 ft)        |
| Spannweite           | 36,88 m (121 ft)        |
| Nutzlast             | 15.900 kg (35.000 lb)   |
| Bruttomasse          | 218.000 kg (480.000 lb) |
| Reisegeschwindigkeit | Mach 2,65               |
| TAS                  | 2.818 km/h (1.750 mph)  |